# ألبرت دولمانس
البيرت دولمانس (مواليد 1928) رسام هولندي أمريكي. بدأ حياته المهنية في الستينيات ليصبح جزءًا من حركة منطقة الخليج التصويرية وجمعية الفنانين الغربيين في الولايات المتحدة الأمريكية.

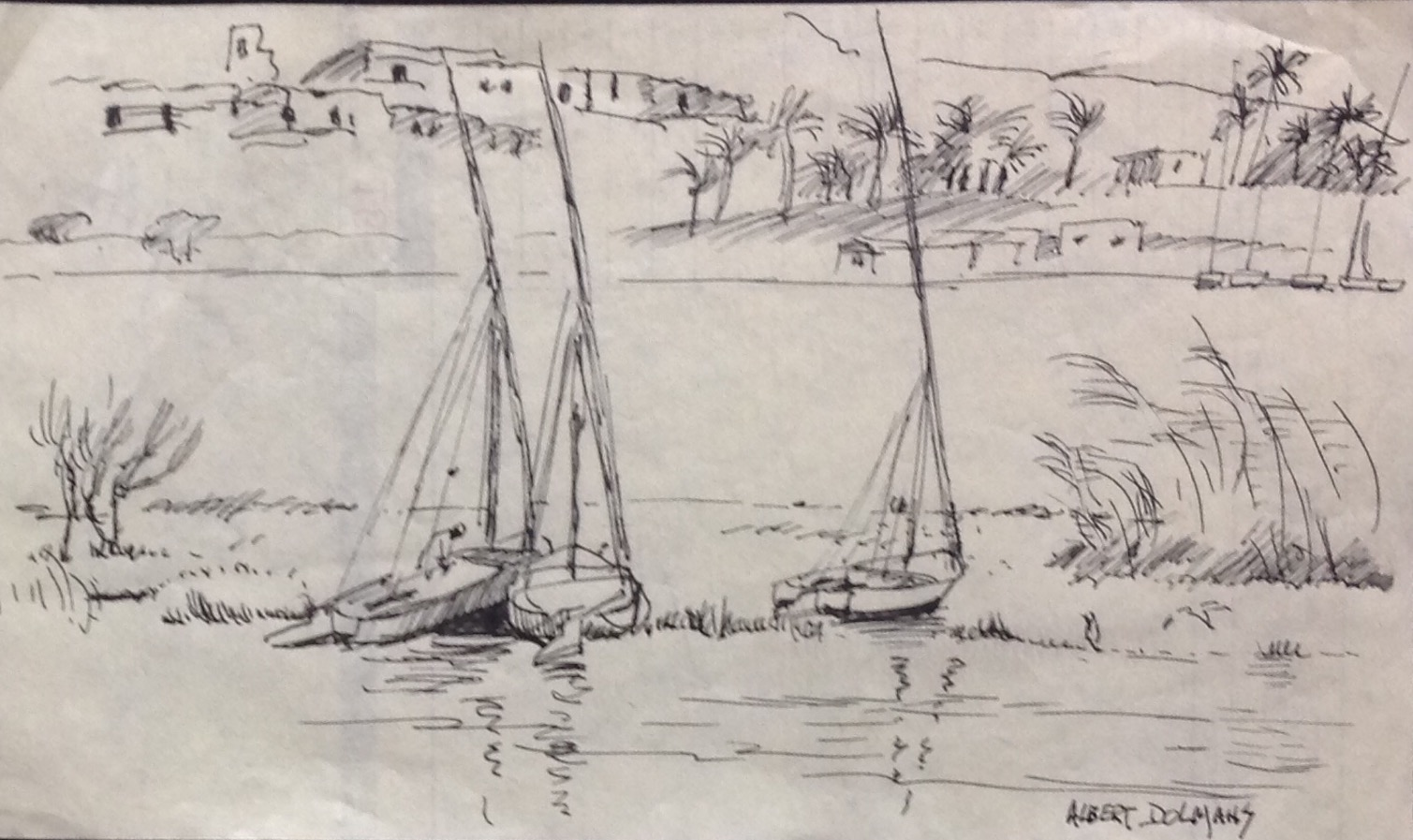
على طول النيل ألبرت دولمانز 1994

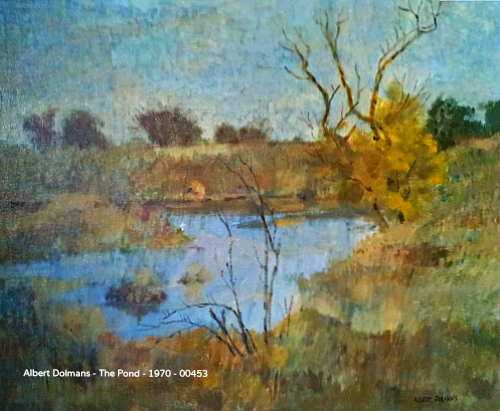
البركة ألبرت دولمانز 1970

## حياته
ولد في بريدا في هولندا عام 1928. وهاجر مع والديه ونشأ في بيركيلي. حصل على منحة دراسية لكلية كاليفورنيا للفنون في أوكلاند، حيث كان يدرس تحت إشراف جورج بوست وكارل بومان وأوتيس أولدفيلد. كرس نفسه لمسار مهني دولي في الفنون الجميلة، وقسم وقته بشكل رئيسي بين أوروبا والولايات المتحدة. بالإضافة إلى عمل القلم والحبر، فإن الوسائط المفضلة لديه هي الزيت والألوان المائية والباستيل. قيل أن لوحات دولمانز مقسمة بشكل رئيسي إلى مجموعتين: لوحات دافئة مع الكثير من الأصفر المائل إلى البني والأرجواني في كاليفورنيا، على عكس اللوحات الخضراء والزرقاء الباردة والمُحكمة والمُحددة لهولندا. وقد رسم أيضا في مصر والأردن وعمان خلال رحلاته هناك.
عرضت أعماله على الصعيد الدولي، وأصبحت جزءًا من المجموعات الخاصة والبلدية. تم تضمين لوحاته في ثلاثة معارض رئيسية. الأول في لاهاي في عام 1976 لإحياء الذكرى المئوية الثانية للولايات المتحدة، والثاني في عام 1982، احتفالًا بمرور 200 عام على العلاقات الدبلوماسية بين الولايات المتحدة وهولندا، وفي وقت لاحق من نفس العام في سان فرانسيسكو، معرض خاص بمناسبة الزيارة الرسمية لملكة هولندا لتلك المدينة. تشكل لوحاته جزءًا من المجموعة الدائمة لمتحف ستيديليك بريدا في هولندا.

## فهرس
Elsevier
"Albert Dolmans: American 'Brabander"، May 1980.
ألبرت دولمانز (2013) الرسم هو حياتي (السيرة الذاتية)، Zutphen: CPI Koninklijke Wöhrmann ، ISBN 978-94-6203-504-1، ص 140.
ألبرت دولمانز (2015) رسوماتي، Zutphen: CPI Koninklijke Wöhrmann ، ISBN 978-94-6203-732-8. ص 113.
جمعية الفنانين الغربيين، «المعرض السنوى الثالث والعشرون للفنون»، م. متحف الشباب التذكاري، سان فرانسيسكو (كاليفورنيا)، أبريل 1964.
كونترا كوستا تايمز (كاليفورنيا)، «الفنون الحية: ألبرت دولمانز»، 29 أبريل 1973، ص. 12.
"Tentoonstelling Albert Dolmans"، Het Stadsblad voor West-Brabant، 5 February 1975، p4
ألبرت دولمانز، ملف شخصي وصور الملف الشخصي تم الحصول عليها في 18 حزيران (يونيو) 2015.
Leo van Heijningen ، Albert Dolmans bij Kunstzaal van Heijningen in Den Haag ، النص متاح على ISSUU.com ، المصدر 6 يونيو 2015